# Skålleruds distrikt
Skålleruds distrikt är ett distrikt i Melleruds kommun och Västra Götalands län. 
Distriktet ligger vid Vänern, norr om Mellerud. 

## Tidigare administrativ tillhörighet
Distriktet inrättades 2016 och utgör en del av området Melleruds köping omfattade till 1971, delen som före 1969 utgjorde  Skålleruds socken.
Området motsvarar den omfattning Skålleruds församling hade vid årsskiftet 1999/2000.